# Tuxen (udde)
Tuxen är en udde i Antarktis. Den ligger i Västantarktis. Argentina, Chile och Storbritannien gör anspråk på området.
Terrängen inåt land är huvudsakligen kuperad, men västerut är den platt. Havet är nära Tuxen västerut. Trakten är glest befolkad. Närmaste befolkade plats är Vernadsky Station, 6,9 kilometer väster om Tuxen. 